# 刘邦显
刘邦显（1917年—），男，陕西临潼人，中华人民共和国政治人物，曾任陕西省人民委员会副省长，中共宝鸡市委书记，陕西省人民政府副省长。